# Minibiotus formosus
Espèce
Minibiotus formosus est une espèce de tardigrades de la famille des Macrobiotidae.

## Distribution
Cette espèce est endémique de Lettonie.

## Description
Minibiotus formosus mesure de 113 à 236 µm.

## Publication originale
- Zawierucha, Dziamięcki, Jakubowska, Michalczyk & Kaczmarek, 2014 : New tardigrade records for the Baltic states with a description of Minibiotus formosus sp. n.(Eutardigrada, Macrobiotidae). ZooKeys, no 408, p. 81–105 (texte intégral).